# Бельгия на зимних Олимпийских играх 2018
Бельгия на зимних Олимпийских играх 2018 года была представлена 22 спортсменами в 3 видах спорта. Последний раз больше 20 спортсменов в составе бельгийской сборной на зимних Играх было в 1936 году, когда в заявку на Игры вошли 27 спортсменов. На церемонии открытия Игр право нести национальный флаг было доверено двукратному чемпиону мира в слоупстайле сноубордисту Сеппе Смитсу, а на церемонии закрытия конькобежцу Барту Свингсу, ставшему вторым в масс-старте и завоевавшему единственную на Играх медаль для сборной Бельгии. Благодаря этой медали бельгийская сборная в неофициальном медальном зачёте заняла 25-е место.
Бельгийцы выиграли первую медаль на Олимпийских играх с 1998 года и вторую с 1948 года.

## Медали
| Серебро |             |                                          |            |
| №       | Спортсмены  | Вид спорта (дисциплина)                  | Дата       |
| 1       | Барт Свингс | Конькобежный спорт (масс-старт, мужчины) | 24 февраля |

## Состав сборной
В заявку сборной Бельгии для участия в Играх 2018 года вошли 22 спортсмена (13 мужчин и 9 женщин), которые выступят в 9 олимпийских дисциплинах.
 Биатлон
1. Флоран Клод
2. Михаэль Рёш

 Бобслей
1. Сара Артс
2. Ан Ванниувенхёйсе
3. Софи Веркрёйссе
4. Элфье Виллемсен

 Горнолыжный спорт
1. Кай Алартс
2. Сэм Мас
3. Ким Ванрёсел
4. Марьолайн Декруа

 Конькобежный спорт
1. Матиас Восте
2. Барт Свингс
3. Елена Петерс

 Лыжные гонки
1. Тьерри Лангер

 Скелетон
1. Ким Майлеманс

 Сноуборд
1. Стеф Вандевейер
2. Себбе Де Бюк
3. Сеппе Смитс

 Фигурное катание
1. Йорик Хендрикс
2. Луна Хендрикс

 Шорт-трек
1. Йенс Алмей
2. Уорд Петре

## Результаты соревнований

### Биатлон
Большинство олимпийских лицензий на Игры 2018 года были распределены по результатам выступления стран в зачёт Кубка наций в рамках Кубка мира 2016/2017. По его результатам мужская сборная Бельгии заняла 26-е место, в результате чего осталась без путёвок на Игры. Однако по итогам дополнительного отбора бельгийская сборная получила 2 квоты в мужских соревнованиях.
Мужчины
| Соревнование         | Спортсмены  | Стрельба | Время   | Место | Отставание |
| -------------------- | ----------- | -------- | ------- | ----- | ---------- |
| спринт               | Михаэль Рёш | 0+2      | 25:09,4 | 38    | +1:30,6    |
| спринт               | Флоран Клод | 1+2      | 25:43,7 | 55    | +2:04,9    |
| гонка преследования  | Михаэль Рёш | 0+0+0+1  | 35:55,1 | 23    | +3:03,4    |
| гонка преследования  | Флоран Клод | 1+1+1+1  | 39:22,7 | 57    | +6:31,0    |
| индивидуальная гонка | Флоран Клод | 0+0+0+2  | 53:03,2 | 54    | +4:59,4    |
| индивидуальная гонка | Михаэль Рёш | 0+3+0+2  | 55:10,1 | 75    | +7:06,3    |

### Бобслей

#### Бобслей
Квалификация спортсменов для участия в Олимпийских играх осуществлялась на основании рейтинга IBSF (англ. IBSF Ranking) по состоянию на 14 января 2018 года. По его результатам сборная Бельгии завоевала две олимпийские квоты в женских двойках.
Женщины
| Соревнование | Спортсмены                        | 1 заезд   | 1 заезд | 2 заезд   | 2 заезд | 3 заезд   | 3 заезд | 4 заезд   | 4 заезд | Итоговый результат | Итоговое место | Отставание |
| Соревнование | Спортсмены                        | Результат | Место   | Результат | Место   | Результат | Место   | Результат | Место   | Итоговый результат | Итоговое место | Отставание |
| ------------ | --------------------------------- | --------- | ------- | --------- | ------- | --------- | ------- | --------- | ------- | ------------------ | -------------- | ---------- |
| двойки       | Элфье Виллемсен Сара Артс         | 51,03     | 10      | 51,27     | 13      | 51,10     | 10      | 51,21     | 9       | 3:24,61            | 11             | +2,16      |
| двойки       | Ан Ванниувенхёйсе Софи Веркрёйссе | 51,24     | 14      | 51,28     | 14      | 51,53     | 17      | 51,20     | 8       | 3:25,25            | 12             | +2,80      |

#### Скелетон
Квалификация спортсменов для участия в Олимпийских играх осуществлялась на основании рейтинга IBSF (англ. IBSF Ranking) по состоянию на 14 января 2018 года. По его результатам сборная Бельгии получила одну перераспределённую олимпийскую лицензию в женском скелетоне.
Женщины
| Соревнование | Спортсмены    | 1 заезд   | 1 заезд | 2 заезд   | 2 заезд | 3 заезд   | 3 заезд | 4 заезд   | 4 заезд | Итоговый результат | Итоговое место | Отставание |
| Соревнование | Спортсмены    | Результат | Место   | Результат | Место   | Результат | Место   | Результат | Место   | Итоговый результат | Итоговое место | Отставание |
| ------------ | ------------- | --------- | ------- | --------- | ------- | --------- | ------- | --------- | ------- | ------------------ | -------------- | ---------- |
| женщины      | Ким Майлеманс | 52,56     | 16      | 52,54     | 14      | 52,34     | 13      | 52,26     | 11      | 3:29,70            | 14             | +2,42      |

### Коньковые виды спорта

#### Конькобежный спорт
По сравнению с прошлыми Играми в программе конькобежного спорта произошёл ряд изменений. Были добавлены соревнвнования в масс-старте, где спортсменам необходимо будет преодолеть 16 кругов, с тремя промежуточными финишами, набранные очки на которых помогут в распределении мест, начиная с 4-го. Также впервые с 1994 года конькобежцы будут бежать дистанцию 500 метров только один раз. Распределение квот происходило по итогам первых четырёх этапов Кубка мира. По их результатам был сформирован сводный квалификационный список, согласно которому сборная Бельгии стала обладателем олимпийских квот на четырёх дистанциях. Олимпийские лицензии для страны принесли Барт Свингс и Елена Петерс.
Мужчины
Индивидуальные гонки
| Соревнование  | Спортсмены   | Результат | Место | Отставание |
| ------------- | ------------ | --------- | ----- | ---------- |
| 500 метров    | Матиас Восте | 35,546    | 32    | +1,13      |
| 1000 метров   | Матиас Восте | 1:11,24   | 35    | +3,29      |
| 1500 метров   | Барт Свингс  | 1:45,49   | 6     | +1,48      |
| 1500 метров   | Матиас Восте | 1:47,34   | 23    | +3,33      |
| 5000 метров   | Барт Свингс  | 6:14,57   | 6     | +4,81      |
| 10 000 метров | Барт Свингс  | 13:03,53  | 8     | +23,76     |

Масс-старт
| Соревнование | Спортсмены  | Полуфинал | Полуфинал | Полуфинал | Полуфинал | Полуфинал | Финал | Финал | Финал   | Финал |
| Соревнование | Спортсмены  | Забег     | Круги     | Очки      | Время     | Место     | Круги | Очки  | Время   | Место |
| ------------ | ----------- | --------- | --------- | --------- | --------- | --------- | ----- | ----- | ------- | ----- |
| масс-старт   | Барт Свингс | 2         | 16        | 5         | 8:13,57   | 5 Q       | 16    | 40    | 7:44,08 | 2     |

Женщины
Индивидуальные гонки
| Соревнование | Спортсмены   | Результат | Место | Отставание |
| ------------ | ------------ | --------- | ----- | ---------- |
| 5000 метров  | Елена Петерс | 7:10,26   | 10    | +20,03     |

#### Фигурное катание
Большинство олимпийских лицензий на Игры 2018 года были распределены по результатам выступления спортсменов в рамках чемпионата мира 2017 года. По его итогам сборная Бельгии смогла завоевать одну лицензию в женском катании, что стало возможным благодаря 15-му месту Луны Хендрикс. Для получения недостающих олимпийских квот необходимо было успешно выступить на турнире Nebelhorn Trophy, где нужно было попасть в число 4-6 сильнейших в зависимости от дисциплины. По итогам трёх дней соревнований бельгийским спортсменам удалось выиграть лицензию в мужском одиночном катании. Её завоевал Йорик Хендрикс, занявший на турнире первое место. 15 декабря было объявлено, что спортсмены завоевавшие олимпийские лицензии были выбраны для участия в Играх в Пхёнчхане.
| Соревнование              | Спортсмены     | Короткая программа | Короткая программа | Произвольная программа | Произвольная программа | Всего        | Всего |
| Соревнование              | Спортсмены     | Сумма баллов       | Место              | Сумма баллов           | Место                  | Сумма баллов | Место |
| ------------------------- | -------------- | ------------------ | ------------------ | ---------------------- | ---------------------- | ------------ | ----- |
| мужское одиночное катание | Йорик Хендрикс | 84,74              | 11 Q               | 164,21                 | 16                     | 248,95       | 14    |
| женское одиночное катание | Луна Хендрикс  | 55,16              | 20 Q               | 116,72                 | 14                     | 171,88       | 16    |

#### Шорт-трек
Последний раз сборная Бельгии по шорт-треку на Олимпийских играх была представлена в 2010 году. Квалификация на Игры 2018 года в шорт-треке проходила по результатам четырёх этапов Кубка мира 2017/2018. По итогам этих турниров был сформирован олимпийский квалификационный лист, согласно которому бельгийские спортсмены получили право заявить для участия в Играх двух мужчин. 25 ноября было объявлено, что в Пхёнчхане выступят Йенс Алмей и Уорд Петре.
Мужчины
| Соревнование | Спортсмены | Отборочный раунд | Отборочный раунд | Отборочный раунд | Четвертьфинал | Четвертьфинал | Четвертьфинал | Полуфинал | Полуфинал | Полуфинал | Финал     | Финал | Итоговое место |
| Соревнование | Спортсмены | Забег            | Результат        | Место            | Забег         | Результат     | Место         | Забег     | Результат | Место     | Результат | Место | Итоговое место |
| ------------ | ---------- | ---------------- | ---------------- | ---------------- | ------------- | ------------- | ------------- | --------- | --------- | --------- | --------- | ----- | -------------- |
| 1500 метров  | Йенс Алмей |                  |                  |                  | Не проводится | Не проводится | Не проводится |           |           |           |           |       |                |
| 1500 метров  | Уорд Петре |                  |                  |                  | Не проводится | Не проводится | Не проводится |           |           |           |           |       |                |

### Лыжные виды спорта

#### Горнолыжный спорт
Квалификация спортсменов для участия в Олимпийских играх осуществлялась на основании специального квалификационного рейтинга FIS по состоянию на 21 января 2018 года. При этом НОК для участия в Олимпийских играх мог выбрать только того спортсмена, который вошёл в топ-500 олимпийского рейтинга в своей дисциплине, и при этом имел определённое количество очков, согласно квалификационной таблице. Страны, не имеющие участников в числе 500 сильнейших спортсменов, могли претендовать только на квоты категории «B» в технических дисциплинах. По итогам квалификационного отбора сборная Бельгии завоевала 2 олимпийские лицензии категории «A», а после перераспределения квот получила ещё две.
Мужчины
| Соревнование      | Спортсмены | Скоростной спуск/ 1 спуск | Скоростной спуск/ 1 спуск | Слалом/ 2 спуск | Слалом/ 2 спуск | Всего   | Место | Отставание |
| Соревнование      | Спортсмены | Время                     | Место                     | Время           | Место           | Всего   | Место | Отставание |
| ----------------- | ---------- | ------------------------- | ------------------------- | --------------- | --------------- | ------- | ----- | ---------- |
| слалом            | Сэм Мас    | 52,90                     | 37                        | DNF             | DNF             | —       | —     | —          |
| слалом            | Кай Алартс | DNF                       | DNF                       | —               | —               | —       | —     | —          |
| гигантский слалом | Сэм Мас    | 1:13,29                   | 38                        | 1:12,91         | 31              | 2:26,20 | 32    | +8,16      |

Женщины
| Соревнование      | Спортсмены       | Скоростной спуск/ 1 спуск | Скоростной спуск/ 1 спуск | Слалом/ 2 спуск | Слалом/ 2 спуск | Всего   | Место | Отставание |
| Соревнование      | Спортсмены       | Время                     | Место                     | Время           | Место           | Всего   | Место | Отставание |
| ----------------- | ---------------- | ------------------------- | ------------------------- | --------------- | --------------- | ------- | ----- | ---------- |
| скоростной спуск  | Ким Ванрёсел     | не проводится             | не проводится             | не проводится   | не проводится   | 1:46,51 | 30    | +7,29      |
| супергигант       | Ким Ванрёсел     | не проводится             | не проводится             | не проводится   | не проводится   | 1:27,60 | 40    | +6,49      |
| слалом            | Марьолайн Декруа | 55,91                     | 45                        | 54,80           | 36              | 1:50,71 | 38    | +12,08     |
| слалом            | Ким Ванрёсел     | 55,90                     | 44                        | 55,96           | 41              | 1:51,86 | 40    | +13,23     |
| гигантский слалом | Ким Ванрёсел     | 1:17,60                   | 41                        | 1:14,92         | 39              | 2:32,52 | 39    | +12,50     |
| комбинация        | Ким Ванрёсел     | DNF                       | DNF                       | —               | —               | —       | —     | —          |

#### Лыжные гонки
Квалификация спортсменов для участия в Олимпийских играх осуществлялась на основании специального квалификационного рейтинга FIS по состоянию на 21 января 2018 года. Для получения олимпийской лицензии категории «A» спортсменам необходимо было набрать максимум 100 очков в дистанционном рейтинге FIS. При этом каждый НОК может заявить на Игры 1 мужчину и 1 женщины, если они выполнили квалификационный критерий «B», по которому они смогут принять участие в спринте и гонках на 10 км для женщин или 15 км для мужчин. По итогам квалификационного отбора сборная Бельгии завоевала одну мужскую олимпийскую лицензию категории «B» в гонке на 15 км.
Мужчины
Дистанционные гонки
| Соревнование           | Спортсмены    | Результат | Место | Отставание |
| ---------------------- | ------------- | --------- | ----- | ---------- |
| 15 км свободным стилем | Тьерри Лангер | 37:45,0   | 66    | +4:01,1    |

#### Сноуборд
По сравнению с прошлыми Играми в программе соревнований произошёл ряд изменений. Вместо параллельного слалома были добавлены соревнования в биг-эйре. Во всех дисциплинах, за исключением мужского сноуборд-кросса, изменилось количество участников соревнований, был отменён полуфинальный раунд, а также в финалах фристайла спортсмены стали выполнять по три попытки. Квалификация спортсменов для участия в Олимпийских играх осуществлялась на основании специального квалификационного рейтинга FIS по состоянию на 21 января 2018 года. Для каждой дисциплины были установлены определённые условия, выполнив которые спортсмены могли претендовать на попадание в состав сборной для участия в Олимпийских играх. По итогам квалификационного отбора сборная Бельгии завоевала 3 олимпийские лицензии.
Мужчины
Фристайл
| Соревнование | Спортсмены      | Квалификация | Квалификация | Квалификация | Квалификация | Финал                | Финал                | Финал                | Финал                | Итоговое место |
| Соревнование | Спортсмены      | Заезд        | 1 спуск      | 2 спуск      | Место        | 1 спуск              | 2 спуск              | 3 спуск              | Место                | Итоговое место |
| ------------ | --------------- | ------------ | ------------ | ------------ | ------------ | -------------------- | -------------------- | -------------------- | -------------------- | -------------- |
| слоупстайл   | Сеппе Смитс     | 2            | 78,36        | 41,48        | 6 Q          | 31,11                | 69,03                | 66,18                | 10                   | 10             |
| слоупстайл   | Себбе Де Бюк    | 1            | 59,40        | 29,58        | 12           | завершил выступление | завершил выступление | завершил выступление | завершил выступление | 20             |
| слоупстайл   | Стеф Вандевейер | 2            | 33,75        | 21,16        | 17           | завершил выступление | завершил выступление | завершил выступление | завершил выступление | 31             |
| биг-эйр      | Стеф Вандевейер | 2            | 61,00        | 29,50        | 14           | завершил выступление | завершил выступление | завершил выступление | завершил выступление | 28             |
| биг-эйр      | Сеппе Смитс     | 1            | 50,00        | 59,25        | 15           | завершил выступление | завершил выступление | завершил выступление | завершил выступление | 29             |
| биг-эйр      | Себбе Де Бюк    | 2            | 33,50        | 30,25        | 18           | завершил выступление | завершил выступление | завершил выступление | завершил выступление | 34             |